# Kirov
Kirov (rusky Киров) je oblastní město v Rusku; leží na severovýchodě evropské části země (950 km od Moskvy). Dříve bylo také známé pod jménem Chlynov (Хлы́нов) (do roku 1781) a Vjatka (Вя́тка) (1781–1934).
Žije zde přibližně 472 tisíc obyvatel.

## Historie
Vjatka byla založena na západ od Uralu novgorodskými uškujniky (říční piráti) roku 1374 (podle jiné teorie 1181). Od roku 1457 město dostalo opevnění v ústí malé řeky Chlynovice (Chlynovky) a přejmenovalo se na Chlynov. Do roku 1489 bylo věčevou republikou, pak součástí Moskevského knížectví.
Roku 1781 Kateřina Veliká město přejmenovala na Vjatku a ustanovila ho jako centrum samostatné gubernie. Odcházeli sem také někteří lidé do vyhnanství, např. Alexandr Gercen a Michail Jevgrafovič Saltykov-Ščedrin. Roku 1848 se zde narodil malíř Viktor Michajlovič Vasněcov, a roku 1879 revolucionář a terorista Jegor Sozonov. Na konci 19. století byla Vjatka důležitou zastávkou na Transsibiřské magistrále. Roku 1934 bylo město přejmenováno po sovětském vůdci S. M. Kirovovi, který byl téhož roku 1. prosince zavražděn.
11. dubna 1993 (některé zdroje uvádějí 12. prosince) se konal průzkum ohledně toho, aby městu byl navrácen název Vjatka. Většina hlasů se vyjádřila proti změně. V letech 2008–2010 snahy o přejmenování opět zesílily, vzniklo občanské hnutí usilující o přejmenování, návrhem se zabývala městská duma, oblastní gubernátor zřídil pracovní komisi, která má provést sociologickou i rozpočtovou studii ohledně přejmenování. 30. června 2009 bylo přijato rozhodnutí o nezbytnosti referenda, které by se však nekonalo dříve než v roce 2010.

## Charakter města
Město se nachází na řece Vjatce, obklopené lesy. Převažuje zde lehký průmysl – zpracovávání dřeva, kožešiny a výroba zemědělských strojů. Jsou zde také vysoké školy, několik muzeí, divadel, opera[zdroj⁠?!] a baletní scéna, která je vedena jako Divadlo moderního baletu (rusky Театр современного балета). Do města se dá dostat letecky, městskou dopravu zde zajišťují trolejbusy a autobusy.

## Sport
Město je každoročním dějištěm mezinárodních závodů v ledolezení. Pochází odtud, nebo trénuje zde větší část ruské reprezentace v tomto sportu, jejíž horolezci pravidelně obsazují téměř celé finálové pole závodů světového poháru i mistrovství světa a Evropy, nebo mistrovství světa juniorů.

## Zajímavost
Podle zprávy deníku Pravda zveřejněné 4 ledna 2005, je město Kirov známo jako „město dvojčat“", kvůli nezvykle vysokému počtu vícečetných porodů.
Koncem srpna 1918 žádal profesor T. G. Masaryk v Americe prezidenta Wilsona o pomoc Československým legionářům při jejich postupu na Vologdu a Vjatku, zejména z popudu francouzských spojenců. 

## Partnerská města
- Siedlce